# 액티브 디렉터리
액티브 디렉터리(Active Directory, 줄여서 AD)는 마이크로소프트가 윈도우용 환경에서 사용하기 위해 개발한 LDAP 디렉터리 서비스의 기능이다. 주 목적은 윈도우 기반의 컴퓨터들을 위한 인증 서비스를 제공하는 것이다. 주로 윈도우 환경에서 동일한 데이터베이스를 사용하여 다음을 비롯한 다양한 네트워크 서비스를 제공한다.
- LDAP 계열[1][2] 디렉터리 서비스
- 커버로스 기반 인증
- DNS 기반 이름 지정 및 기타 네트워크 정보

또, 액티브 디렉터리는 또한 관리자들에게 정책을 할당하고, 소프트웨어를 배치하고, 중요한 업데이트를 조직에 적용하는 것을 허용한다. 액티브 디렉터리는 중심 데이터베이스에 있는 정보와 설정값을 저장한다. 액티브 디렉터리 네트워크는 몇 백 개의 객체들이 포함된 조그마한 설치본부터 수백만 개의 객체들이 포함된 커다란 설치본까지 다양하다.
액티브 디렉터리는 1996년에 미리 보기 버전으로 나왔으며, 윈도우 2000 서버 에디션과 더불어 처음 공개되었으며, 윈도우 서버 2003에서는 기능이 확장되고 관리 기능이 개선되었다.
액티브 디렉터리는 오래된 윈도우 문서들 안에서 NTDS (NT 디렉터리 서비스) 라고도 불린다. 이러한 이름은 몇 개의 AD 이진 파일들에서도 볼 수 있다.
액티브 디렉터리가 소프트웨어 배포 기능을 제공한다는 잘못된 관점이 있다. 소프트웨어 배포는 LDAP 프로토콜과 결합하여 동작하면서 부가적인 계획 특성을 사용하는 별도의 서비스에 의해 실행되는 것이다. 액티브 디렉터리는 소프트웨어 배포를 자동화하지 않지만 다른 서비스가 소프트웨어 배포를 제공할 수 있는 구조를 제공한다.

## FSMO의 역할
FSMO의 역할은 운영 마스터 역할(operations master role)로도 알려져 있다. 액티브 디렉터리 도메인 컨트롤러들이 다중 마스터 모델에서 동작하고 있지만(이를테면 여러 곳에서 한 번에 업데이트가 진행됨) 필수적으로 처리해야 할 여러 개의 역할들이 존재한다.
| 역할 이름                    | 범위                     |
| ---------------------------- | ------------------------ |
| 스키마 마스터(Schema Master) | 포레스트(forest) 당 하나 |
| 도메인 네이밍 마스터         | 포레스트 당 하나         |
| PDC 에뮬레이터               | 도메인 당 하나           |
| RID 마스터                   | 도메인 당 하나           |
| 인프라스트럭처 마스터        | 도메인 당 하나           |

## 신뢰
어떤 도메인에 있는 사용자가 다른 도메인의 리소스에 접근을 허용하기 위해 액티브 디렉터리는 신뢰를 사용한다. 포레스트 안의 신뢰는 도메인이 만들어질 때 자동으로 만들어진다.

### 윈도우 2000의 신뢰 (네이티브 모드)
- 한 방향 신뢰 (One-way trust)
- 두 방향 신뢰 (Two-way trust)
- 신뢰시키는 도메인 (Trusting domain)
- 신뢰 받는 도메인 (Trusted domain)
- 타동 신뢰 (Transitive trust)
- 자동 신뢰 (Intransitive trust)
- 명시 신뢰 (Explicit trust)
- 크로스링크 신뢰 (Cross-link trust)

윈도우 2003에서는 새로운 신뢰 형태인 포레스트 루트 신뢰(forest root trust)를 제공한다.

## 같이 보기
- 액티브 디렉터리 탐색기
- 디렉터리 서비스 복원 모드